# Romanistentheater (Augsburg)
Das Romanistentheater ist eine studentische Theatergruppe an der Universität Augsburg. Nach der Vorstellung am 2. Dezember 2006 kam es bis 2013 zu einer Unterbrechung der Aufführungen.

## Geschichte
Das Romanistentheater wurde im Sommer 1977 in Augsburg gegründet. Zunächst inszenierte es seine Stücke in französischer Originalsprache. Seit 1983 spielte die Theatergruppe auf Deutsch, blieb aber dem romanischen Sprachraum durch die Stückauswahl treu. Im Laufe der Jahre hatte es sich einen festen Platz im Augsburger Kulturleben erspielt (ca. 2000 Zuschauer pro Jahr). Die letzte Aufführung fand am 2. Dezember 2006, mit Jean Racines „Andromache“ statt.
Die Gruppe stellte sich jedes Jahr aus ca. 25–30 Studierenden, Dozenten und ehemaligen Studenten aller Fakultäten zusammen, die neben dem Schauspiel auch die Bühne (Bild und Technik), Kostüme, und Maske übernahmen. Regie führte seit der Gründung des Theaters Hanspeter Plocher.
Im Jahr 2013 übernahm der Student Valentin Rouault die anspruchsvolle Aufgabe, das Theater wieder ins Leben zu rufen. Unterstützt durch den Lehrstuhl Romanistik gelang ihm und seinen Schauspielern ein Comeback. Mit Molières „Malade imaginaire“ (Der Eingebildete Kranke) hat die nur aus Studenten bestehende Truppe den Theaterbetrieb an der Universität Augsburg wieder aufgenommen.
Im darauffolgenden Jahr 2014 übernahm die Doktorandin Ivana Lohrey den vakanten Posten als Regisseurin.

## Bühne
Aufgeführt wird im Hörsaal II der Universität Augsburg, der zu diesem Zweck allabendlich zu einem „Theater“ umgebaut und nach der Vorstellung wieder in seinen Ursprungszustand zurückversetzt werden muss, da dort tagsüber Vorlesungen stattfinden. Das Spielpodium ist ca. 16 m breit, aber nur ca. 5 m tief. Im Hörsaal finden etwa 220 Zuschauer Platz.

## Gastspiele
In ca. 30 verschiedenen Städten des In- und Auslandes fanden bisher Gastspiele statt (darunter Bautzen, Berlin, Fribourg, Füssen, Heidelberg, Kempten (Allgäu), Konstanz, Lindau, München, Nürnberg, Orléans, Paris).

## Produktionen des Romanistentheaters
| 1978 | René de Obaldia                              | Du Vent dans les Branches de Sassafras.                                                                                                 |
| 1979 | Claude Magnier                               | Oscar |
| 1980 | Roger Vitrac                                 | Victor ou Les Enfants au Pouvoir |
| 1981 | Jean Giraudoux                               | Amphitryon 38 |
| 1982 | Marcel Mithois                               | Croque Monsieur |
| 1983 | Jean Anouilh                                 | L'Alouette |
| 1984 | Michel de Ghelderode                         | Die Ballade vom Großen Makabren |
| 1985 | Molière                                      | Der Bürger als Edelmann |
| 1986 | Jean Giraudoux                               | Der trojanische Krieg findet nicht statt                                                                                                |
| 1987 | Michel Tremblay                              | Schwesterherzchen (deutsche Erstaufführung)                                                                                             |
| 1988 | (nach) Molière                               | Tartüffical |
| 1989 | Eugène Ionesco                               | Die Nashörner |
| 1990 | Boris Vian                                   | Generäle |
| 1991 | Jean Tardieu Julie Schrader Kurztitel:       | Ball auf dem Schloss, Eine Geste für die Andere, Das Schlüsselloch Genoveva oder die weiße Hirschkuh „Drei Einakter und eine Hirschkuh“ |
| 1992 | Jean Anouilh                                 | Becket oder die Ehre Gottes |
| 1993 | Michel Tremblay                              | Requiem für Mama (deutsche Erstaufführung)                                                                                              |
| 1994 | Alfred Jarry                                 | König Ubu |
| 1995 | Jean Anouilh                                 | Das Dîner der Köpfe |
| 1996 | Roger Vitrac                                 | Victor oder Die Kinder an der Macht |
| 1997 | Coline Serreau                               | Hase Hase |
| 1998 | Fernando Arrabal Eugène Ionesco              | Picknick im Felde Der neue Mieter |
| 1999 | Alexandre Breffort Marguerite Monnot (Musik) | Irma la Douce |
| 2000 | Franz R. Miller                              | Sprung aus dem Dunkel (Uraufführung in der Basilika St. Mang (Füssen) zum Magnusjahr)                                                   |
| 2001 | Eugène Ionesco                               | Der König stirbt |
| 2002 | Molière                                      | Der Geizige |
| 2003 | Jean Cocteau Jules Romains                   | Die Hochzeit auf dem Eiffelturm Knock oder Der Triumph der Medizin                                                                      |
| 2004 | Molière                                      | Der eingebildete Kranke |
| 2005 | Éric-Emmanuel Schmitt                        | Das Hotel zu den zwei Welten |
| 2006 | Jean Racine                                  | Andromache |
| 2013 | (nach) Molière                               | Der eingebildete Kranke |
| 2014 | Sartre                                       | Huis Clos |
| 2015 | verschiedene Autoren                         | L'homme en vers - Eine Lesung von Gedichten                                                                                             |
| 2016 | (nach) Molière                               | Tartuffe |
| 2017 | (Improvisationstheater)                      | Monsieur Oignon und der Mord im Quartier Latin                                                                                          |